# Hôtel de Bretagne (Blois)
Pour les articles homonymes, voir Hôtel de Bretagne (homonymie).
L'hôtel de Bretagne est un hôtel particulier classé comme monument historique, situé à Blois (Loir-et-Cher).

## Localisation
l'hôtel de Bretagne est situé au no 2 de la rue Jean-Bernier à Blois, dans la région Centre-Val de Loire, en France.

## Historique
Construit au XVIe siècle en face du château de Blois, l'hôtel de Bretagne tire son nom de son possible lien avec Anne de Bretagne, reine de France aux côtés de Louis XII. Il est probablement érigé par un officier de sa cour pendant son séjour au château.

## Architecture
L'architecture de l'hôtel témoigne de son histoire mouvementée : une tourelle d'escalier élégante, avec des pans coupés, s'élève à droite de la façade sur cour. À l'origine, l'ouverture du rez-de-chaussée donnait directement accès à l'escalier, mais elle a été altérée par l'ajout d'une porte moderne.
La façade postérieure de l'hôtel de Bretagne s'ouvre sur une terrasse et présente quatre grandes baies à arcades surbaissées. À l'intérieur, une galerie donne sur la terrasse, tandis qu'un vestibule d'entrée mène à l'escalier. Ce vestibule est remarquable avec ses voûtes d'ogives et ses voûtes cintrées, ajoutant une dimension de grandeur et d'élégance à la structure.

## Patrimonialité

### Protection et label
En raison de son importance historique et architecturale, l'hôtel de Bretagne est inscrit au titre des Monuments Historiques depuis le 23 novembre 1946. Cette protection vise à préserver ce joyau du patrimoine français pour les générations futures.

### Statut juridique
L'hôtel de Bretagne appartient à la commune de Blois, assurant ainsi sa gestion et sa préservation dans l'intérêt collectif et patrimonial de la ville.